# José Enrique Cima
José Enrique Cima Prado (Lugones, 16 giugno 1952) è un ex ciclista su strada, dirigente sportivo e giornalista spagnolo.
Professionista dal 1976 al 1982 vinse due tappe alla Vuelta a España 1978.
Nel 1977 indossò la maglia della nazionale spagnola ai Campionati del mondo di ciclismo su strada svolti a San Cristóbal.

## Carriera
Aveva doti da cronoman, che lo rendevano competitivo soprattutto nelle brevi corse a tappe, nelle quali raccolse numerosi successi parziali e piazzamenti in classifica generale. Passò professionista nel 1976, facendosi notare vincendo la Klasika Primavera, due tappe alla Volta Ciclista a Catalunya ed una alla Vuelta al País Vasco.
Venne quindi tesserato con la KASN, importante formazione iberica dell'epoca con la quale vivrà le due stagioni migliori della sua carriera; nel 1977 vinse sei gare e fu secondo alla Prueba Villafranca de Ordizia, alla Klasika Primavera, nella classifica generale della Vuelta a Cantabria e dell'Escalada a Montjuïc, mentre nel 1978, la sua stagione migliore, vinse due tappe alla Vuelta a España, la classifica generale della Setmana Catalana de Ciclisme e frazioni in altre importanti corse a tappe spagnole, oltre a salire sul podio di varie gare fra cui la Vuelta al País Vasco e la Volta a Asturies.
Dopo il biennio 1977-1978, ebbe un rapido declino e un ultimo risultato importante nel 1981 con il terzo posto alla Vuelta a Burgos prima del ritiro avvenuto nel 1982. In seguito è stato direttore sportivo della squadra ciclistica CLAS e poi giornalista del quotidiano asturiano La Nueva España; nel 1999 ha pubblicato il libro Angliru, la nueva cumbre del ciclismo.

## Palmares
- 1975 (Dilettanti, due vittorie)

Classifica generale Cinturó de l'Empordà
3ª tappa Volta da Ascensión
- 1976 (Novostil-Transmallorca, cinque vittorie)

Klasika Primavera
Grande Premio Nuestra Señora de Oro
5ª tappa Volta Ciclista a Catalunya (Manresa > Playa de Alo)
6ª tappa Volta Ciclista a Catalunya (Palya de Alo > Turó de l'Home)
5ª tappa, 2ª semitappa Vuelta al País Vasco (Irun > Alto San Marcial, cronometro)
- 1977 (KAS, sei vittorie)

Bizkaia Sari Nagusia - Gran Premio de Vizcaya
Prologo Tour de Romandie (Fribourg > Fribourg, cronometro)
Prologo Vuelta a Levante (Cullera > Cullera, cronometro)
2ª tappa Volta Ciclista a Catalunya (Montgay > Coll de la Botella/Andorra)
5ª tappa, 2ª semitappa Vuelta al País Vasco (Durango > Goiura, cronometro)
3ª tappa Vuelta a Cantabria (Peña Cabarga > Peña Cabarga, cronoscalata)
- 1978 (KAS, sette vittorie)

Vuelta Vinaroz
4ª tappa, 2ª semitappa Setmana Catalana de Ciclisme (Barcellona > Montjuich, cronometro)
Classifica generale Setmana Catalana de Ciclisme
2ª tappa Vuelta a España (Gjion > Cangas de Onís)
17ª tappa Vuelta a España (Ampuero > Bilbao)
5ª tappa, 2ª semitappa Vuelta al País Vasco (cronoscalata Alto de Uncella, cronometro)
3ª tappa Vuelta a Asturias (Llanes > Oviedo)
- 1981 (Teka, una vittoria)

Grande Premio Caboalles de Abajo

### Altri successi
- 1976 (Novostil-Transmallorca, una vittoria)

Classifica scalatori Volta Ciclista a Catalunya
- 1977 (KAS, una vittoria)

Classifica combinata Vuelta a Cantabria
- 1978 (KAS, sue vittorie)

Villarua Petin (criterium)
Alcalá de Chivert (criterium)

## Piazzamenti

### Grandi giri
- Tour de France

1977: 32º
1978: ritirato (alla ?ª tappa)
- Vuelta a España

1975: 21º
1976: 19º
1978: 17º
1979: ritirato (alla ?ª tappa)
1980: 22º

### Classiche monumento
- Milano-Sanremo

1977: 39º
1982: 38º

## Competizioni mondiali
- Campionato del mondo

San Cristóbal 1977 - In linea: ?